# The Girl Can't Help It (canção)
The Girl Can't Help It é a canção-título do filme The Girl Can't Help It (1956) interpretada por Little Richard com letra do compositor Bobby Troup. Nos Estados Unidos, a canção alcançou a posição 49 na parada de singles Billboard Top 100, a 7° na parada de mais vendidos de R&B e a nona posição na parada de singles do Reino Unido. Foi classificada na posição 413 na lista das 500 melhores canções de todos os tempos da Rolling Stone de 2004. Inicialmente, Fats Domino foi escalado para gravar a faixa, que não foi originalmente escrita como uma canção de rock and roll.

## Versões covers e adaptações
A banda The Animals fez um cover dela tanto no álbum de estreia nos EUA The Animals da MGM Records quanto no álbum de estreia no Reino Unido, também chamado The Animals da Columbia (EMI) em 1964. The Girl Can't Help It foi regravada pelos Everly Brothers em 1965, Flamin' Groovies (1969), Led Zeppelin (1970), Mick Ronson em 1975 e no ano de 1994 por Babes in Toyland. O primeiro single da banda britânica Darts lançado em 1977, foi um medley de Daddy Cool com The Girl Can't Help It.
A cantora americana Fergie sampleou a música para seu single de 2007 Clumsy. The Girl Can't Help It é reutilizada no filme Pink Flamingos (1972) durante a sequência em que a drag queen Divine passea pelas ruas de Baltimore enquanto se autoproclama A Pessoa Mais Suja do Mundo.

Uma versão com inversão de gênero, The Boy Can't Help It aparece no álbum de 1979 da artista Bonnie Raitt, The Glow. Emerson, Lake & Palmer reaproveitaram The Girl Can't Help It com novos versos, para criar sua canção  Are You Ready Eddy? de 1971, em seu álbum Tarkus.